# 書を捨てよ町へ出よう
『書を捨てよ町へ出よう』（しょをすてよまちへでよう）または『書を捨てよ、町へ出よう』は、寺山修司による評論、戯曲、映画。なお、この言葉は、アンドレ・ジッドの小説、「地の糧」からの引用である。

## 概要
1967年に寺山は「書を捨てよ、町へ出よう」（芳賀書店）という評論集を出版。その後、同年に旗揚げした演劇実験室「天井桟敷」の第7回公演（1968年）で「ハイティーン詩集　書を捨てよ町へ出よう」が演劇作品として発表された。
アングラ演劇ブームが起こり、1969年夏には新宿・花園神社隣にあった建物（閉店したスナック「パニック」の建物を公演用に改装）で2か月間のロングラン公演。この公演は夜の新宿名所を巡るはとバスのツアーで毎夜、団体客で満席となった。また、同年秋には、名古屋、京都、神戸と、旅公演も行っている。
1971年には寺山修司自身が監督・製作・脚本を務める同名の映画が公開。同年、評論集「続・書を捨てよ町へ出よう」が出版される。これらの評論集・公演作品・映画は、題名は同じであるが、内容は別個の物である。

## 評論集
- 『書を捨てよ、町へ出よう』（初版：芳賀書店 / 改〈現行〉版：角川書店・角川文庫）

2015年11月時点で、角川文庫では64刷・50万部を発行している。

### 芳賀書店
- イラスト：横尾忠則
- 写真：吉岡康弘
- 収録
  - 青年よ大尻を抱け
  - 足時代の英雄たち
  - 特別とじ込付録 私自身の詩的自叙伝
  - 自由だ、助けてくれ
  - 不良人間入門
  - 恋愛百科・口から出まかせの恋愛論
  - 三文エロイカ
  - 痩せた日本人のための書
  - 行きあたりばったりで跳べ
  - スポーツ無宿
  - 著者・装幀者・写真提供者紹介

### 角川書店・角川文庫
- 収録
  - 第1章 書を捨てよ、町へ出よう
  - 第2章 きみもヤクザになれる
  - 第3章 ハイティーン詩集
  - 第4章 不良少年入門

### 続編
- 『続・書を捨てよ、町へ出よう』（1971年・芳賀書房 / 1993年・河出書房新社・河出文庫「寺山修司コレクション」）
  - 収録：
    - 巻頭論文 青少年のための家出入門
    - グラビア 寺山修司アルバム自叙伝
    - 母恋春歌調
    - ひらかな仁義
    - 特別とじ込み附録 ぼくの新宿+「のわき」
    - 歴史なんか信じない
    - おやじ、俺にも一言
    - グループ探訪
    - 言友会

## 舞台

### オリジナル版（1970年）
- 台本：寺山修司
- 演出：萩原朔美
- 音楽：クニ河内
- 出演：天井桟敷、ハイティーン詩人たち

#### CD
- 『ハイティーン・シンフォニー 書を捨てよ、町へ出よう』(SWAX-62)
1970年阿佐ヶ谷公会堂、天井桟敷の第7回公演の録音を基に植村良己が再構成。
  - 収録
    - プロロオグ〜レッツゴー・オーネット！ （「プロロオグ」作曲 / クニ河内、「レッツゴー・オーネット！」朗読：江戸桜四郎 / 詩：広重哲実、寺山修司）
    - 母捨記 （朗読：松崎富男 / 詩：森忠明 / 作曲：加藤ヒロシ）
    - 暗い駅～私をさがさないで （「暗い駅」詩：石丸忠士、寺山修司 / 作曲：クニ河内、「私を探さないでください」朗読：蘭妖子 / 詩：北川美代子）
    - さよなら （朗読：佐々木英明 / 詩：佐々木英明 / 音楽：クニ河内）
    - 一番遠い所 （歌：粟田伸一 / 詩：寺山修司 / 作曲：金井伸幸）
    - インタビュー，街角 （インタビュアー：本間典子）
    - 質問 （歌：吉川ひろみ / 詩：寺山修司 / 作曲：田中未知）
    - 太陽がいっぱいと正確に発音できますか？ （朗読：彦凪ワタル / 詩：生爪徳 / 音楽：クニ河内）
    - 神様がやってくる日 （歌：田中洋子 / 詩：菅智子 / 作曲：クニ河内）
    - あたしのミック・ジャガー （朗読：新高恵子 / 詩：黒黄白 / 音楽：クニ河内）
    - フーテン追分 （作詞・作曲・歌：J・A・シーザー）
    - 永山則夫への70行 （朗読：昭和精吾 / 詩：岡崎樹、寺山修司 / 音楽：クニ河内）
    - 吃りの告白 （朗読：浅沼周平 / 詩：二川進 / 音楽：金井伸幸）
    - 捨てろ （朗読：蘭妖子 / 詩：小山勝己 / 作曲：加藤ヒロシ）
    - 人力飛行機 （朗読：桃中軒花月 / 詩：寺山修司 / 音楽：クニ河内）
    - 時速100Km （歌：新高恵子 / 詩：寺山修司 / 作曲：クニ河内）
    - エピロオグ （作曲：クニ河内）
- スタッフ
  - 台本 / 寺山修司 「ハイティーン詩集」による
  - 企画構成 / 植村良己
  - 演出 / 萩原朔美
  - 音楽 / クニ河内
  - 作曲 / クニ河内、田中未知、加藤ヒロシ、J・A・シーザー、金井伸幸
  - 編曲 / クニ河内、名古屋忠利
  - 進行 / 本間典子
  - 録音 / 沼尻英二郎、花房博史
  - 音響 / 森崎偏陸
  - 演奏 / 名古屋忠利、左右栄一、大谷明、佐々木友行
  - 詩 / 寺山修司、森忠明、佐々木英明、二川進、黒黄白、北川美代子、生爪徳、菅智子、岡崎樹、シーザー、小山勝己

### 藤田貴大版（2018年）
- 原作：寺山修司
- 台本・演出：藤田貴大（マームとジプシー）
- 出演：佐藤緋美、青柳いづみ 等
- 映像出演：穂村弘、又吉直樹、佐々木英明

## 映画

### 概要
- 製作年：1971年
- 配給：日本アート・シアター・ギルド(ATG)
- 演劇実験室「天井桟敷」が全国各地で百数十回以上上演した同名ドキュメンタリー・ミュージカルの映画化。第14回サンレモ映画祭（イタリア）グランプリ、キネマ旬報ベストテン第9位。
- キャスト、スタッフとも素人とプロの混成チームだった。

### あらすじ
「映画館の暗闇の中でそうやって腰掛けて待ってたって何も始まらないよ…」と主人公が観客をなじる。北村英明は21歳。予備校通いもやめてブラブラしている。戸塚の都電沿線の廃墟のような貧乏長屋で、万引き常習犯の祖母、無職の父親、ウサギを偏愛する引きこもりの妹と暮らしている。英明には憧れの人がいる。その彼は大学のサッカー部で主将を務め、美人の彼女をもち、良いアパートに住み、左翼思想にかぶれ、英明をかわいがり、そしてけしかける。英明は人力飛行機に乗って、抑圧された環境からの脱出を夢見る。青年の鬱屈した青春を過激なミュージカルと実験映像を交えて挑発的に描く。

### 出演
- 北村英明（私）：佐々木英明
- 北村正治（父）：斎藤正治
- 北村セツ子（妹）：小林由起子（現：竹林舎青玉）
- 北村ハツ（祖母）：田中筆子
- 近江（彼）：平泉征（現：平泉成）
- 近江の恋人：森めぐみ
- 地獄のマヤ：丸山明宏（現：美輪明宏）
- 娼婦みどり：新高恵子
- 幻の肉体美：ゴライアス
- 姉殺し：不詳
- 階段の娼婦：浅川マキ
- 女医：鈴木いづみ
- 長髪詩人：J・A・シーザー
- ダンス教師：川村都
- 飛行機三兄弟（長兄）：クニ河内
- 飛行機三兄弟：チト河内
- 飛行機三兄弟：川筋哲郎
- 金さん（隣人の男）：下馬二五七
- サッカー部主将：昭和精吾
- タックル：狼情次
- にんじん：原本由起夫
- 猛牛：島田和明
- 友を求む中年男：虫明亜呂無
- 友を求む中年男：島内三秀
- 友を求む中年男：桝田隆治
- 狐の面の女（実は私の母）：蘭妖子
- その他：天井桟敷、東京キッドブラザース

### スタッフ
- 制作：寺山修司、九条映子
- 監督・脚本・原作：寺山修司
- 助監督：臼井高瀬
- 撮影：鋤田正義、仙元誠三
- 演出グループ：萩原朔美、竹永茂生、前田律子、東由多加
- 音楽・作曲：下田逸郎 、J・A・シーザー、柳田博義、クニ河内、田中未知、加藤ヒロシ、荒木一郎、石間ヒデキ
- 美術：林静一、榎本了壱
- 編集：浦岡敬一
- 録音：大橋鉄夫
- スクリプター：仙元誠三、鋤田正義、荒木経惟、森山大道
- 照明：水村富夫

### パンフレット
アートシアター刊　寄稿：植草甚一、虫明亜呂無ほか。

### サウンドトラック
- 「書を捨てよ町へ出よう サントラ盤」 ビクター、1971年

1. ピース〜ダダダ（「ピース」詞：寺山修司、曲：石間ヒデキ / 「ダダダ」詞：東由多加、曲：下田逸郎）
2. 花いちもんめ（曲：下田逸郎）
3. あなたの思い出（詞：東由多加、曲：下田逸郎）
4. 健さん愛してる（詞：寺山修司、曲：クニ河内、唄：川筋哲郎）
5. 親父なんか大嫌いだのロック（詞：寺山修司、曲：石間ヒデキ）
6. 母捨記（詞：森忠明、曲：加藤ヒロシ）
7. 東京巡礼歌（詞：竹永茂生、曲：J.A.シーザー）
8. フリーダム（詞：寺山修司、曲：J.A.シーザー）
9. あるボクサーの死（詞：寺山修司、曲：田中未知）
10. 1970年8月（詞：竹永茂生、曲：J.A.シーザー）
11. 息を殺してる（詞：東由多加、曲：下田逸郎）
12. エンディング・テーマ（詞：寺山修司、曲：クニ河内）

- 全編曲：柳田博義

## 演劇&映画音楽集
- 「書を捨てよ!町へ出よう! 天井棧敷 演劇&映画音楽集」 FUJI、2014年

※1968年の天井棧敷舞台公演時の音源と、映画サントラ盤（1971年）で未収録となった楽曲を、最新マスタリング版で収録
1. プロローグ（作曲：クニ河内）
2. 劇中劇のテーマ（作曲：クニ河内）
3. 朝鮮語詩のテーマ（作曲：クニ河内）
4. 母親の記録のテーマ（作曲：クニ河内）
5. 母捨記のテーマ（作曲：クニ河内）
6. 太陽ハイティーンのテーマ（作曲：クニ河内）
7. 若者の子守歌アレンジ（作曲：クニ河内）
8. ガッチキールのテーマ（作曲：クニ河内）
9. エピローグ（作曲：クニ河内）
10. M1A（作曲：石間ヒデキ）
11. ピース（作詞：寺山修司 作曲：石間ヒデキ）
12. 親父なんか大嫌いだのロック（作曲：J・A・シーザー）[注 2]
13. ダダダ（作詞：東由多加 作曲：下田逸郎）
14. 健さん、愛してる（作詞：寺山修司 作曲：クニ河内）
15. 皆殺しの歌（作曲：石間ヒデキ）
16. 私が娼婦になったなら（作詞：寺山修司 作曲：下田逸郎）
17. ハンバーガー（作曲：クニ河内）
18. オフェリア（作曲：J・A・シーザー）
19. 銀座のテーマ（作曲：J・A・シーザー）
20. 吃りの告白（作曲：金井伸幸）
21. 眠るのが怖い-浅川マキ歌唱-（作詞：寺山修司 作曲：下田逸郎）
22. 皆殺しの歌B（作曲：石間ヒデキ）
23. さいなら映画（作曲：クニ河内）
24. 手をつなげば地平線（作曲：下田逸郎）